# Zingiber flagelliforme
Zingiber flagelliforme là một loài thực vật có hoa trong họ Gừng. Loài này được John Donald Mood và Ida Theilade miêu tả khoa học đầu tiên năm 1999.

## Mẫu định danh
Mẫu định danh như dưới đây, được lưu giữ tại Trung tâm Nghiên cứu Rừng, Sandakan, Sabah (SAN):
- Holotype Mood J.D. 530; thu thập ngày 17 tháng 1 năm 1993 ở cao độ 220 m, tọa độ 4°56′0″B 117°41′0″Đ / 4,93333°B 117,68333°Đ, đường mòn phía đông, Trung tâm Nghiên cứu Thực địa Thung lũng Danum, bang Sabah, Malaysia.

## Phân bố
Loài này có trên đảo Borneo, tại bang Sabah, Malaysia. Được tìm thấy trong rừng, ở cao độ 600-1.400 m. Loại cây thảo lâu năm này có các chồi lá cao trên 2 m, được ghi nhận ở cao độ 200–220 m. Nó mọc trên các ngọn đồi trên sa thạch trong các khu rừng nguyên sinh vùng đất thấp hoặc trong đồn điền trồng cacao.

## Mô tả
Z. flagelliforme thể hiện kiểu sinh sản kỳ dị ở chỗ các chồi lá thon búp măng của nó uốn cong xuống để bám vào mặt đất, nơi các cây con sinh ra ở trục lá mọc rễ.